# Béla Sipos
Sipos Béla (ur. 7 kwietnia 1945 w Sopron) – węgierski ekonomista, doktor nauk ekonomicznych, profesor w Peczu (1989–2017).

## Życiorys
W 1967 ukończył ekonomię na Uniwersytecie Nauk Ekonomicznych im. Karola Marksa w Budapeszcie.